# Вальдемарас Сарапінас
Вальдемарас Сарапінас (лит. Valdemaras Sarapinas; нар. 29 червня 1962, Арьогала, Литовська РСР) — литовський державний діяч, дипломат. Надзвичайний і Повноважний Посол Литовської Республіки в Польщі (з 2024 року). До того був послом в Фінляндії (2016—2020) та в Україні (2020—2024).

## Життєпис
Народився 29 червня 1962 року в місті Арьогала в Литві. У 1985 році закінчив Вільнюський технічний університет ім. Гядимінаса, інженер-будівельник.
У 1985—1989 рр. — Заступник голови правління Республіканської групи студентських будівельних загонів
У 1989—1992 рр. — Заступник директора Департаменту освіти і науки Вільнюської мерії
У 1992—1993 рр. — Завідувач відділом підприємства «Біржа Литви»
У 1993—1994 рр. — Бізнес-представник «Adidas Baltics» у Литві
У 1994—1996 рр. — Секретар Міністерства оборони краю Литовської Республіки
У 1996—1999 рр. — Аташе з питань оборони Литовської Республіки у США
У 1997—1999 рр. — Аташе з питань оборони Литовської Республіки у Канаді
У 1999—2000 рр. — Заступник директора Департаменту цивільної безпеки при Міністерстві оборони краю Литовської Республіки
У 2000—2002 рр. — Заступник міністра оборони краю Литовської Республіки
У 2002—2006 рр. — Державний секретар Міністерства оборони краю Литовської Республіки
У 2006—2009 рр. — Канцлер Уряду Литовської Республіки
У 2009—2010 рр. — Головний радник Міністерства Закордонних Справ Литовської Республіки, керівник команди Афганського проєкту
У 2010—2014 рр. — Генеральний консул Литовської Республіки у Нью-Йорку, США
У 2014—2016 рр. — Головний радник Президента Литовської Республіки з питань національної безпеки — керівник Групи з питань національної безпеки.
У 2016—2020 рр. — Надзвичайний і Повноважний Посол Литовської Республіки у Фінляндській Республіці.
З 12 травня 2020 року — Надзвичайний і Повноважний Посол Литовської Республіки в Україні, Київ. 30 липня 2020 року вручив вірчі грамоти Президенту України Володимиру Зеленському.
У 2024 році був призначений послом Литви в Польщі.

## Нагороди та відзнаки
- Орден «Легіон пошани» (США) (1999)
- Командорський хрест ордену «За заслуги перед Литвою» (2003)